# 1940 en el cinema
En el món del Cinema, el 1940 van passar alguns fets destacables:

## Pel·lícules més taquilleres
- Estats Units:

1. Pinocchio (Disney/RKO)
2. Fantasia (Disney/RKO)
3. Boom Town Metro-Goldwyn-Mayer
4. Rebecca

## Oscars
- Millor pel·lícula: Rebecca - David O. Selznick, United Artists
- Millor actor: James Stewart - The Philadelphia Story
- Millor actriu: Ginger Rogers - Kitty Foyle

## Pel·lícules estrenades
- Abe Lincoln a Illinois
- All This and Heaven Too

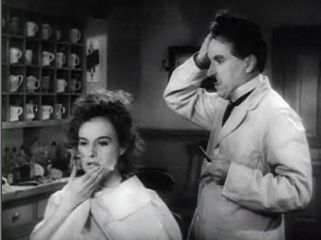
Charlie Chaplin i Paulette Goddard a The Great Dictator

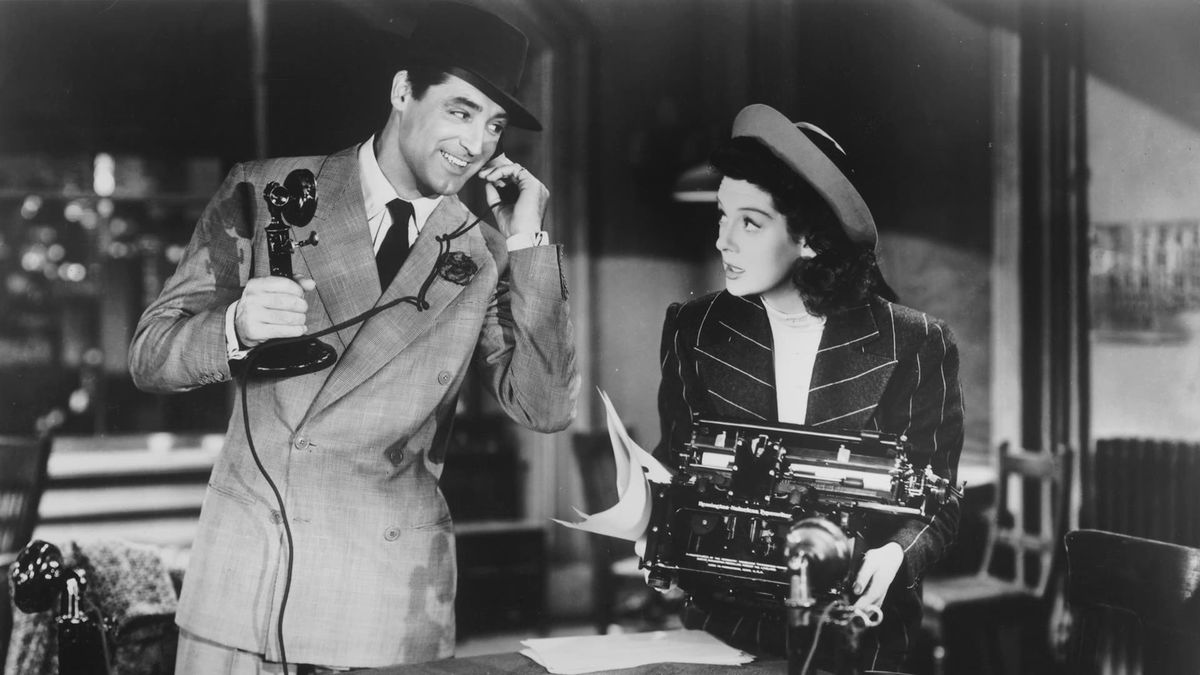
Cary Grant i Rosalind Russell a Lluna nova

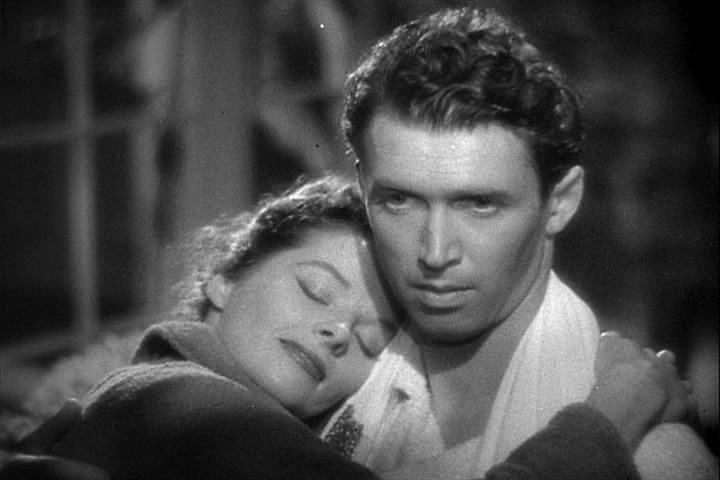
James Stewart and Katharine Hepburn a The Philadelphia Story

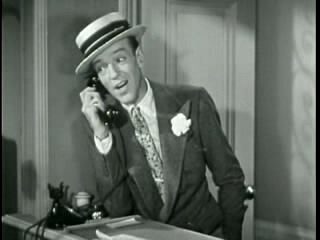
Fred Astaire a Second Chorus

- Andy Hardy Meets Debutante protagonitzada per Lewis Stone, Mickey Rooney, Cecilia Parker, i Fay Holden
- Aixeca't, amor meu
- Arizona
- The Bank Dick, escrita i protagonitzada per W.C. Fields
- The Biscuit Eater
- Boom Town
- Boys of the City
- Broadway Melody of 1940 protagonitzada per Fred Astaire i Eleanor Powell
- Dr. Ehrlich's Magic Bullet protagonitzada per Edward G. Robinson, Ruth Gordon, Otto Kruger, i Donald Crisp.
- East Side Kids
- Edison, the Man protagonitzada per Spencer Tracy
- Fantasia
- Go West, protagonitzada pels Germans Marx
- Give Us Wings
- Gaslight
- El raïm de la ira
- The Great Dictator, protagonitzada per Charlie Chaplin
- Green Hell
- Lluna nova, protagonitzada per Cary Grant i Rosalind Russell
- The Howards of Virginia, protagonitzada per Cary Grant i Martha Scott
- Junior G-Men
- Kitty Foyle
- My Favorite Wife
- Night Train to Munich
- North West Mounted Police
- Northwest Passage, protagonitzada per Spencer Tracy
- One Million B.C.
- One Night in the Tropics, pel·lícula debut d'Abbott and Costello
- The Philadelphia Story
- Pinocchio
- Pride of the Bowery
- Pride and Prejudice, protagonitzada per Greer Garson i Laurence Olivier
- Rebecca - protagonitzada per Sir Laurence Olivier
- El falcó del mar
- The Shop Around the Corner
- Strike Up the Band
- That Gang of Mine
- The Thief of Bagdad
- Too Many Husbands
- Vigil in the Night, protagonitzada per Carole Lombard
- The Well-Digger's Daughter
- You're Not So Tough

## Naixements
- 22 de gener - Nyree Dawn Porter, actriu
- 24 de maig - Gary Burghoff, actor
- 7 de juliol - Ringo Starr, bateria i actor (The Beatles)
- 13 de juliol - Patrick Stewart, actor
- 3 d'agost - Martin Sheen, actor
- 22 d'agost - Valerie Harper, actriu
- 27 de novembre - Bruce Lee
- 9 d'octubre - John Lennon, music i actor (The Beatles)
- 5 de novembre - Elke Sommer, actriu
- 21 de desembre - Frank Zappa, music i actor

## Defuncions
- 20 de febrer - George Periolat, actor
- 25 de maig - Joe De Grasse, director, pioner de Hollywood
- 1 de juliol - Ben Turpin, actor còmic
- 10 d'octubre - Berton Churchill, actor, pioner de Hollywood
- 5 de desembre - Wilfred Lucas, actor, guionista, director